# 朱耀翰
朱 耀翰（チュ・ヨハン、주요한、1900年12月5日 - 1979年11月17日）は日本統治時代の朝鮮と韓国の政治家、詩人である。平安南道平壌出身。本貫は新安朱氏。
牧師の朱孔三は父、小説家・詩人の朱耀燮および劇作家・演出家・詩人の朱永燮は弟。

## 経歴
明治学院中学部、旧制第一高等学校、滬江大学（現・上海理工大学）理工科卒。
1919年5月上海に移り、8月大韓民国臨時政府機関誌『独立』の編集を引き受けた。1920年2月、興社団に入団。1925年6月に大学を卒業し、南京東明学院で1年間英語教師を務めた。1926年5月に発刊された修養同友会の機関誌『東光』の編集人兼発行人を務めた後、1927年7月に東亜日報学芸部長、平壌支局長、編集局長などを歴任し、1932年11月に退社した。1932年9月に朝鮮日報編集局長と専務取締役を歴任し、1933年11月から1934年8月までに雑誌部長を務めた。1937年の修養同友会事件検挙以降に対日協力に転向した。
戦後の1946年に韓国貿易協会副会長に就任し、1948年に『国民新聞』の編集局長を務めた。1949年に反民族行為特別調査委員会に逮捕されても解放され、1950年の朝鮮戦争の際に、曺晩植を中心に創設された朝鮮民主党の宣伝部長と事務局長を歴任した。1956年に国会議員、1960年に張勉内閣の商工部長官、復興部長官を務めた。その後、1966年に経済科学審議会常任委員、1970年に大韓海運公社社長、1973年に韓国特許協会会長、1975年に韓国能率協会会長、1978年に全国経済人連合会首席副会長を務めた。死後は親日反民族行為者に認定された。

## 主な作品
- 1918年、『불놀이』（火遊び）
- 1924年、『아름다운 새벽』（美しい明け方）[5]
- 1929年、『3인 시가집(공저)』（三人の詩集）
- 1930年、『봉사꽃』（鳳仙花）